# Strombrücke
Strombrücke ist ein in der Elektrotechnik verwendeter Begriff für eine Vorrichtung zur sicheren übertragung von elektrischen Strom an sonst isolierend wirkenden Bauteilen im Stromfluss. Beispielhaft in der Reihenschaltung von Glühlampen, für ein Bauteil in der Kfz-Elektrik oder als Bauteil bei Schienenfahrzeugen.

## Vorrichtung bei der Reihenschaltung von Glühlampen

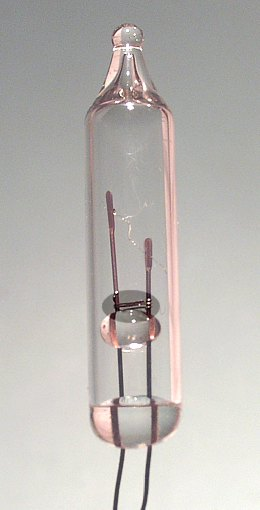
Glassockellampe aus Lichterkette mit Strombrücke

Werden mehrere Glühlampen in Reihe geschaltet wie z. B. bei Lichterketten, fallen bei Ausfall einer Lampe alle anderen Lampen ebenso aus. Zudem ist die defekte Glühlampe nur schwer auffindbar. Daher gibt es Ausführungen mit parallel zum Glühfaden verbauten, spannungsabhängigen Widerständen (Varistor, VDR). (Größere VDR sind häufig in der Lampenfassung eingebaut und daher, im Gegensatz zum Bild, nicht sichtbar.) Sie werden erst bei Überschreiten einer definierten Spannung leitfähig. Sind alle Lampen intakt, so liegt an dem VDR lediglich die Teilspannung der zugehörigen Glühlampe an. Diese liegt unterhalb der Durchbruchspannung des Varistors. Bei einer schadhaften Lampe liegt am Varistor die gesamte Betriebsspannung der Lichterkette an. Die Durchbruchspannung wird überschritten und der Varistor elektrisch leitfähig. Bei geeigneter Dimensionierung stellt sich eine Spannung ein, die nur geringfügig von der Teilspannung bei intakter Lampe abweicht. Dadurch können die übrigen Lampen weiterleuchten; die defekte Lampe ist leicht aufzufinden, da sie als einzige nicht leuchtet.
Strombrücken können auch durch einen oxidierten Aluminiumdraht realisiert werden. Eine solche Ausführung ist in der Patentschrift DE 847 782 und in dem Buch von E. Rhein erwähnt. Dazu werden die internen Halte- und Zuleitungsdrähte zur Glühwendel mit einem eloxierten Aluminiumdraht umwickelt. Wird auf Grund eines Lampenausfalls die Spannung und damit die elektrische Feldstärke zwischen der dünnen, isolierenden Oxidschicht und den Anschlussdrähten groß genug, so wird die Durchschlagsfestigkeit überschritten und die Oxidschicht durchschlagen. Die bisher nur durch die nichtleitende Oxidschicht voneinander elektrisch isolierten Metalle verschweißen und werden elektrisch leitfähig. Die typische Durchschlagsfestigkeit von reinem Aluminiumoxid liegt bei etwa 20–30 kV/mm oder V/µm. Somit reicht bei beispielsweise 100 Volt gewünschter Durchschlagsspannung eine wenige Mikrometer starke Oxidschicht aus, um diese Funktion zu realisieren. Nachteilig ist der fehlende Spannungsabfall nach Auslösung. Daher steigt die Spannung an den restlichen Lampen der Kette an. Das kann zu einem Lawineneffekt führen, bei dem alle Lampen zerstört werden. Wegen der oft fehlenden Feinsicherung steigt der Strom so stark an, dass explodierende Lämpchen einen Brand verursachen können.
Denkbar ist auch die Verwendung von Heißleitern als Strombrücken.

## Bauteil in Fahrzeugen

### Bauteil in der Kfz-Elektrik
Die in Kraftfahrzeugen aktuell verwendeten Flachstecksicherungen haben einen Stecksockel. Diese sind mit einem der Kontakte mit der Bordspannung verbunden. Dieser Kontakt kann in einer Reihe mit weiteren Sicherungen angeordnet werden und im Sicherungskasten als integrierte Kontaktreihe für mehrere Sicherungen ausgebildet sein. Diese Anordnung wird auch als Strombrücke bezeichnet (erwähnt in der Offenlegungsschrift DE 102004053577).

### Bauteil in Schienenfahrzeugen
Bei elektrisch angetriebenen Schienenfahrzeugen ist ein Pol der Versorgungsspannung eine Oberleitung oder eine Stromschiene, der andere Pol ist das Fahrgleis. Werden bei Schienenfahrzeugen gummigefederte Räder verwendet, so ergibt sich das Problem, dass damit das Chassis des Wagens, welches mit dem Gleis leitend verbunden sein muss, vom Gleis elektrisch isoliert wird. Die erforderliche elektrische Verbindung wird mit einem Schleifkontakt hergestellt. Diesen nennt man Strombrücke (erwähnt im Gebrauchsmuster DE 297 02 851).